# Keinan Davis
Keinan Vincent Joseph Davis (Stevenage, 13 febbraio 1998) è un calciatore inglese, attaccante dell'Udinese.

## Caratteristiche tecniche
È un centravanti molto forte fisicamente e abile nel coinvolgere i compagni nelle manovre offensive.

## Carriera

### Club

#### Aston Villa e prestiti al Nottingham Forest e al Watford
Cresciuto nel settore giovanile dell'Aston Villa, ha esordito in prima squadra l'8 gennaio 2017 disputando l'incontro di FA Cup perso 2-0 contro il Tottenham; pochi giorni dopo ha anche debuttato in Premier League contro il Wolverhampton.
Conclusa la prima stagione con 7 presenze totali, nella seconda trova maggiore titolarità tanto da totalizzare 30 presenze e due reti, tra cui la prima da professionista il 16 settembre 2017 contro il Barnsley.
Il 1º gennaio 2022 si trasferisce in prestito al Nottingham Forest fino al 30 giugno seguente.
Il 13 agosto 2022 viene ceduto nuovamente a titolo temporaneo, questa volta al Watford.

#### Udinese
Il 1º settembre 2023 viene ceduto a titolo definitivo all'Udinese. A causa di una lesione al polpaccio il suo esordio slitta al 2024, quando il 7 gennaio subentra a Sandi Lovrić nel finale della partita persa in casa contro la Lazio. Segna il suo primo gol con i bianconeri nell'ultima giornata di campionato contro il Frosinone terminata 0-1, contribuendo in maniera decisiva ad agguantare la vittoria necessaria per la permanenza dei friulani in Serie A.

## Statistiche

### Presenze e reti nei club
Statistiche aggiornate al 18 agosto 2025.
| Stagione           | Squadra            | Campionato         | Campionato | Campionato | Coppe nazionali | Coppe nazionali | Coppe nazionali | Coppe continentali | Coppe continentali | Coppe continentali | Altre coppe | Altre coppe | Altre coppe | Totale | Totale |
| Stagione           | Squadra            | Comp               | Pres       | Reti       | Comp            | Pres            | Reti            | Comp               | Pres               | Reti               | Comp        | Pres        | Reti        | Pres   | Reti   |
| ------------------ | ------------------ | ------------------ | ---------- | ---------- | --------------- | --------------- | --------------- | ------------------ | ------------------ | ------------------ | ----------- | ----------- | ----------- | ------ | ------ |
| 2016-2017          | Aston Villa        | FLC                | 0          | 0          | FACup+CdL       | 1+0             | 0               | -                  | -                  | -                  | -           | -           | -           | 1      | 0      |
| 2017-2018          | Aston Villa        | FLC                | 28         | 2          | FACup+CdL       | 1+1             | 1+0             | -                  | -                  | -                  | -           | -           | -           | 30     | 3      |
| 2018-2019          | Aston Villa        | FLC                | 12         | 0          | FACup+CdL       | 1+0             | 0               | -                  | -                  | -                  | -           | -           | -           | 13     | 0      |
| 2019-2020          | Aston Villa        | PL                 | 18         | 0          | FACup+CdL       | 0+5             | 0+1             | -                  | -                  | -                  | -           | -           | -           | 23     | 1      |
| 2020-2021          | Aston Villa        | PL                 | 15         | 1          | FACup+CdL       | 0+3             | 0+1             | -                  | -                  | -                  | -           | -           | -           | 18     | 2      |
| 2021-gen.2022      | Aston Villa        | PL                 | 1          | 0          | FACup+CdL       | 0+0             | 0+0             | -                  | -                  | -                  | -           | -           | -           | 1      | 0      |
| Totale Aston Villa | Totale Aston Villa | Totale Aston Villa | 74         | 3          |                 | 12              | 3               |                    | -                  | -                  |             | -           | -           | 86     | 6      |
| gen.-giu.2022      | Nottingham Forest  | FLC                | 18         | 5          | FACup+CdL       | 4+0             | 0               | -                  | -                  | -                  | -           | -           | -           | 22     | 5      |
| 2022-2023          | Watford            | FLC                | 34         | 7          | FACup+CdL       | 0+0             | 0               | -                  | -                  | -                  | -           | -           | -           | 34     | 7      |
| 2023-2024          | Udinese            | A                  | 8          | 1          | CI              | 0               | 0               | -                  | -                  | -                  | -           | -           | -           | 8      | 1      |
| 2024-2025          | Udinese            | A                  | 23         | 2          | CI              | 2               | 1               | -                  | -                  | -                  | -           | -           | -           | 25     | 3      |
| 2025-2026          | Udinese            | A                  | 0          | 0          | CI              | 1               | 0               | -                  | -                  | -                  | -           | -           | -           | 1      | 0      |
| Totale Udinese     | Totale Udinese     | Totale Udinese     | 31         | 3          |                 | 3               | 1               |                    | -                  | -                  |             | -           | -           | 34     | 4      |
| Totale carriera    | Totale carriera    | Totale carriera    | 157        | 18         |                 | 19              | 4               |                    | -                  | -                  |             | -           | -           | 176    | 22     |